# Куракова Катерина Андріївна
Катери́на Андрíївна Куракóва (рос. Екатерина Андреевна Куракова, пол. Jekatierina Andriejewna Kurakowa; нар. 24 червня 2002, Москва, Росія) — польська, раніше російська фігуристка, що виступає в жіночому одиночому катанні. Дворазова чемпіонка Кубка Варшави (2019, 2022), триразова чемпіонка Mentor Toruń Cup, чотириразова чемпіонка Чотирьох національних чемпіонатів (2019—2022) і п'ятиразова чемпіонка Польщі (2019—2023).
Станом на 12 квітня 2025 року посідає 17-те місце в рейтингу Міжнародного союзу ковзанярів.

## Біографія
Народилася 24 червня 2002 року в Москві. У 2017 році почала тренуватися в Польщі, а у 2019 отримала польське громадянство.
Перебуває у стосунках з польським танцюристом на льоду Філіпом Бояновським.

## Спортивна кар'єра

#### Початок
Куракова почала займатися фігурним катанням у 2006 році. Спочатку її тренувала в Москві Наталія Дубинська, а потім Інна Гончаренко. Представляючи Росію, вона змагалася на міжнародному рівні в категорії просунутих новачків протягом двох сезонів, а потім як юніорка протягом двох сезонів.
Посіла 15 місце на Чемпіонаті Росії серед юніорів у сезоні 2015-2016 і 9 місце на тому ж чемпіонаті у сезоні 2016-2017.
У сезонах 2016-2017 і 2017-2018 перемогла на Mentor Toruń Cup.
Влітку 2017 року Куракова вирішила виступати за Польщу і почала тренуватися в Торуні під керівництвом Сильвії Новак-Трембацької. Отримавши фінансову підтримку від невідомого спонсора, вона вирішила переїхати до Торонто, Канада, щоб тренуватися під керівництвом Брайана Орсера.
Пізніше вона виграла Чотири національні чемпіонати в Будапешті, ставши чемпіонкою Польщі 2019.

#### Сезон 2019—2020
1 липня 2019 року Куракова отримала сертифікат допуску, що дозволяє їй офіційно представляти Польщу на міжнародних змаганнях з фігурного катання та чемпіонатах ISU.
На своєму міжнародному дебюті серед дорослих на Minto Summer Skate в Онтаріо, Канада, Катерина посіла перше місце, набравши 182,77 бала. Потім вона брала участь у двох юніорських етапах Гран-прі, посівши п’яте місце в Ризі та сьоме в Гданську. У листопаді вона виграла золото на 2019 CS Warsaw Cup , випередивши Брейді Теннелл. У грудні вона вдруге стала переможницею Чотирьох національних чемпіонатів.
Куракова брала участь у своєму першому Чемпіонаті Європи у січні, посівши десяте місце. Вона завершила сезон на Чемпіонаті світу серед юніорів 2020 в Таллінні, Естонія , де посіла сьоме місце. Мала дебютувати на Чемпіонаті світу серед дорослих у Монреалі, але через пандемію COVID-19 змагання було скасовано.

#### Сезон 2020—2021
Через пандемію Куракова не змогла повернутися до Канади, щоб тренуватися в Торонто. Вона тимчасово почала тренуватися в Італії під керівництвом Лоренцо Магрі, водночас віртуально тренуючись з Орсером. Куракова була призначена брати участь у Skate Canada International 2020, але відмовилася.
Після перемоги на Чотирьох національних чемпіонатах третій рік поспіль Куракова дебютувала на Чемпіонаті світу 2021 в Стокгольмі. Вона посіла 32 місце в короткій програмі і не змогла відібратися до довільної.

#### Сезон 2021—2022
Куракова розпочала сезон на CS Lombardia Trophy 2021, де виграла срібну медаль. Далі вона брала участь у змаганнях CS Nebelhorn Trophy 2021, де також посіла друге місце. Таким чином, Куракова увійшла до Олімпійської збірної Польщі і була призначена для участі на Олімпійських іграх 2022.
Після серії Челленджер фігуристка дебютувала на Skate America 2021, де посіла дев’яте місце. На CS Warsaw Cup 2021 виграла бронзову медаль. На своєму другому етапі Гран-прі — Rostelecom Cup 2021 посіла дев'яте місце.
Куракова виграла свій четвертий поспіль титул чемпіонки Польщі у грудні, на Чотирьох національних чемпіонатах 2022, і тому їй було призначено місце в збірній Польщі на Чемпіонаті Європи 2022. На цьому чемпіонаті Куракова дебютувала з новою короткою програмою під композицію «Сентиментальний вальс» Петра Чайковського і чисто відкаталася в цьому сегменті, встановивши новий особистий рекорд (67,47 бала) і посівши п’яте місце. Вона чисто відкатала довільну програму, встановила новий особистий рекорд в цьому сегменті (137,26 бала) і посіла четверте місце. В загальному заліку посіла п'яте місце, також встановивши новий особистий рекорд (204,73 бала).
На Олімпійських іграх 2022 в Пекіні Куракова посіла двадцять четверте місце в короткій програмі в особистих змаганнях. Катерина різко покращила свою позицію у довільній програмі, посівши дванадцяте місце в цьому сегменті та піднявшись до дванадцятого в загальному заліку.
Куракова завершила сезон, посівши тринадцяте місце на Чемпіонаті світу 2022.

#### Сезон 2022—2023
Куракова розпочала сезон із бронзової медалі на CS Lombardia Trophy 2022. Змагаючись на етапах Гран-прі, вона посіла п’яте місце як на Skate America 2022, так і на MK John Wilson Trophy 2022. Потім Куракова виграла CS Warsaw Cup 2022.
На початку грудня Куракова була включена до збірної Польщі для участі у Зимовій Універсіаді 2023 в Лейк-Плесіді.
Вона фінішувала першою в загальному заліку на Чотирьох національних чемпіонатах 2023, заробивши свою п’яту поспіль золоту медаль Польщі.
Куракова фінішувала п'ятою на Зимовій Універсіаді 2023. Через кілька тижнів вона брала участь у Чемпіонаті Європи 2023, де посіла п’яте місце в короткій програмі і четверте у довільній. В загальному заліку стала четвертою.
На Чемпіонаті світу 2023 посіла 9-е місце в короткій програмі і 17-е в довільній. В загальному заліку стала шістнадцятою.

#### Сезон 2023—2024
У липні 2023 року Польська асоціація фігурного катання оголосила, що тренер Куракової, Ангеліна Туренко, переїхала з Еньї в Ассаго, щоб тренувати в ковзанярському клубі IceLab, і Куракова також переїхала туди, щоб продовжити тренування під керівництвом Туренко. Крім того, було оголошено, що Катерина також отримає підтримку від колишнього тренера Браяна Орсера. Улітку Куракова тренувалася в клубі крикету і керлінгу Торонто під керівництвом Орсера і Трейсі Вілсон.
Починаючи свій новий змагальний сезон, Куракова фінішувала четвертою як на CS Lombardia Trophy 2023, так і на CS Nepela Memorial 2023. Вона посіла сьоме місце на Skate America 2023. Згодом Куракову запросили взяти участь у другому етапі Гран-прі, замінивши Брейді Теннелл на Cup of China 2023, де вона знову була сьомою. Повернувшись до Польщі для CS Warsaw Cup 2023 вона виграла свій третій титул на цьому змаганні.
Куракова завоювала свій шостий титул чемпіонки Польщі, посівши перше місце на національному чемпіонаті 2024 року. На Чемпіонаті Європи 2024 року Куракова фінішувала двадцять п'ятою в короткій програмі і не змогла відібратися до довільної.
На Чемпіонаті світу 2024 фігуристка посіла 14-те місце в короткій програмі і 10-те в довільній, ставши 11-тою в загальному заліку.

#### Сезон 2024—2025
Куракова почала сезон, фінішувавши четвертою на турнірі Shanghai Trophy. На етапі Гран-прі Skate Canada посіла дев'яте місце в загальному заліку після дванадцятого місця в короткій програмі та восьмого в довільній. На етапі Гран-прі NHK Trophy вона посіла дев'яте місце в короткій програмі і дванадцяте в довільній, в загальному заліку посівши одинадцяте місце.

## Програми
| Сезон     | Коротка програма | Довільна програма | Показові номери |
| --------- | --- | --- | --- |
| 2024—2025 | - «Let's Get Loud» (з фільму Попелюшка). У виконанні Каміли Кабельйо, Ніколаса Голіцина, Ідіни Мензел. Хореограф-постановник Флоран Амодьйо                          | - «Cats» Ендрю Ллойд Веббер - «Macavity: The Mystery Cat» (у виконанні Тейлор Свіфт) - «The Naming of Cats» (у виконанні Стефана Тейта та Джеффа Шенклі) - «Memory» (у виконанні Андре Ріє, Мирусія Лаверсьє) | - «Пірати Карибського моря» - «Bayside Waltz» The Wimshurst's Machine - Джек Спарроу - «Drink Up Me Hearties Yo Ho» Ганс Циммер. Хореограф-постановник Іван Рігіні |
| 2023—2024 | - «Убити Білла. Фільм 1»: - «Bang Bang (My Baby Shot Me Down)» Ненсі Сінатра - «Battle Without Honor or Humanity» Томоясу Хотей. Хореограф-постановник: Іван Рігіні  | - «Solas» Jamie Duffy - «My Way» Лука Д'Альберто - «White Flowers Take Their Bath» Марі Самуельсен, Meredi, Scoring Berlin та Джонатан Стокгаммер. Хореограф-постановник: Бенуа Рішо                          | |
| 2022—2023 | - «Can't Help Falling In Love» - «A Little Less Conversation» Елвіс Преслі                                                                                           | - «Вверх»: - «We Are In The Club Nnow» - «Married Life» - «Up With Titles» - «Memories Can Weight You Down» Майкл Джаккіно                                                                                    | - «Пірати Карибського моря» Ханс Циммер |
| 2021—2022 | - «Сентиментальный вальс, соч. 51 № 6» Петро Чайковський. Хореографія: Бенуа Рішо - «Steppe» René Aubry. Хореографія: Бенуа Рішо                                     | - «Limelight» - «Вогні великого міста» - «Smile» Чарлі Чаплін. Хореографія: Бенуа Рішо | - «Диво-жінка» (у виконанні Тіна Гуо) |
| 2020—2021 | - «Together Again» - «Strawberry Bounce» - «Nasty» - «Rhythm Nation» Джанет Джексон. Хореографія: Бенуа Рішо - «La vie en rose» Едіт Піаф. Хореографія: Девід Вілсон | - «Limelight» - «Вогні великого міста» - «Smile» Чарлі Чаплін. Хореографія: Бенуа Рішо | |
| 2019—2020 | - «La vie en rose» Едіт Піаф. Хореографія: Девід Вілсон | - «Корсар»: - «Pas de deux» - «Medora’s variation» Адольф Адан. Хореографія: Девід Вілсон | |
| 2018—2019 | - «You Raise Me Up» (у виконанні Celtic Woman) | - «Poeta en el mar» - «Amor dulce muerte» - «Poeta en el viento» Вісенте Аміго | - «You Raise Me Up» (у виконанні Celtic Woman) |
| 2016—2017 | - «You Raise Me Up» (у виконанні Celtic Woman) | - «Poeta en el mar» - «Amor dulce muerte» - «Poeta en el viento» Вісенте Аміго | |
| 2015—2016 | - «Knock on Wood» Safri Duo | - «Мулан» Джеррі Голдсміт | |

## Спортивні досягнення

### За Польщу
| Змагання                           | 18/19                    | 19/20                    | 20/21                    | 21/22                    | 22/23                    | 23/24                    | 24/25                    |
| Міжнародні індивідуальні           | Міжнародні індивідуальні | Міжнародні індивідуальні | Міжнародні індивідуальні | Міжнародні індивідуальні | Міжнародні індивідуальні | Міжнародні індивідуальні | Міжнародні індивідуальні |
| ---------------------------------- | ------------------------ | ------------------------ | ------------------------ | ------------------------ | ------------------------ | ------------------------ | ------------------------ |
| Олімпійські ігри                   |                          |                          |                          | 12                       |                          |                          | 20                       |
| Чемпіонат світу                    |                          |                          | 32                       | 13                       | 16                       | 11                       | 20                       |
| Чемпіонат Європи                   |                          | 10                       |                          | 5                        | 4                        | 25                       | 8                        |
| Етап Гран-прі. Skate America       |                          |                          |                          | 9                        | 5                        | 7                        |                          |
| Етап Гран-прі. Skate Canada        |                          |                          |                          |                          |                          |                          | 9                        |
| Етап Гран-прі. Велика Британія     |                          |                          |                          |                          | 5                        |                          |                          |
| Етап Гран-прі. NHK Trophy          |                          |                          |                          |                          |                          |                          | 11                       |
| Етап Гран-прі. Cup of China        |                          |                          |                          |                          |                          | 7                        |                          |
| Етап Гран-прі. Cup of Russia       |                          |                          |                          | 9                        |                          |                          |                          |
| Челленджер. Warsaw Cup             |                          | 1                        |                          | 3                        | 1                        | 1                        |                          |
| Челленджер. Lombardia Trophy       |                          |                          |                          | 2                        | 3                        | 4                        |                          |
| Челленджер. Nebelhorn Trophy       |                          |                          |                          | 2                        |                          |                          |                          |
| Челленджер. Shanghai Trophy        |                          |                          |                          |                          |                          |                          | 4                        |
| Челленджер. Ondrej Nepela Memorial |                          |                          |                          |                          |                          | 4                        |                          |
| Torun Cup                          |                          | 1                        |                          |                          |                          |                          |                          |
| Універсіада                        |                          |                          |                          |                          | 5                        |                          |                          |
| Міжнародні командні                |                          |                          |                          |                          |                          |                          |                          |
| Japan Open                         |                          |                          |                          |                          | 3                        |                          |                          |
| Міжнародні юніорські               |                          |                          |                          |                          |                          |                          |                          |
| Чемпіонат світу серед юніорів      |                          | 7                        |                          |                          |                          |                          |                          |
| Етап юніорського Гран-прі. Латвія  |                          | 5                        |                          |                          |                          |                          |                          |
| Етап юніорського Гран-прі. Польща  |                          | 7                        |                          |                          |                          |                          |                          |
| Національні                        |                          |                          |                          |                          |                          |                          |                          |
| Чемпіонат Польщі                   | 1                        | 1                        | 1                        | 1                        | 1                        |                          |                          |
| Чемпіонат Польщі серед юніорів     | 1                        | 1                        |                          |                          |                          |                          |                          |

### За Росію
| Змагання              | 15/16                | 16/17                |
| Міжнародні юніорські  | Міжнародні юніорські | Міжнародні юніорські |
| --------------------- | -------------------- | -------------------- |
| Torun Cup             | 1                    | 1                    |
| Національні юніорські |                      |                      |
| Першість Росії        | 15                   | 9                    |